# Beaufour-Druval
Beaufour-Druval é uma comuna francesa na região administrativa da Normandia, no departamento Calvados. Estende-se por uma área de 11,54 km². Em 2010 a comuna tinha 459 habitantes (densidade: 39,8 hab./km²).